# Les Proies (film, 2017)
Pour les articles homonymes, voir Les Proies.
Série
Les Proies (1971)
Pour plus de détails, voir Fiche technique et Distribution.
Les Proies (The Beguiled) est un film américain écrit et réalisé par Sofia Coppola, sorti en 2017.
Il s'agit de la seconde adaptation du roman Les Proies (The Beguiled) de Thomas P. Cullinan, après Les Proies de Don Siegel en 1971.
Le film a remporté en 2017 le prix de la mise en scène, au Festival de Cannes.

## Synopsis
En Virginie en 1864, alors que la guerre de Sécession fait rage, le pensionnat pour jeunes filles tenu par Martha Farnsworth demeure totalement en dehors des conflits. Mais un jour, le pensionnat recueille un soldat, gravement blessé.

## Fiche technique
Sauf indication contraire, les informations mentionnées dans cette section peuvent être confirmées par la base de données cinématographiques IMDb,  présente dans la section « Liens externes ».
- Titre français : Les Proies
- Titre original : The Beguiled
- Réalisateur : Sofia Coppola
- Scénario : Sofia Coppola, d'après le roman Les Proies de Thomas P. Cullinan
- Direction artistique : Jennifer Dehghan
- Décors : Anne Ross
- Costumes : Stacey Battat
- Photographie : Philippe Le Sourd
- Montage : Sarah Flack
- Musique : Phoenix
- Production : Roman Coppola, Sofia Coppola et Youree Henley

Producteurs délégués : Robert Ortiz, Fred Roos et Anne Ross
- Sociétés de production : American Zoetrope
- Sociétés de distribution : Focus Features (États-Unis), Universal Pictures International (France)
- Budget : 10 millions de dollars
- Pays de production :  États-Unis
- Langue originale : anglais
- Format : couleur - 1.66:1 - 35 mm - (Kodak Vision 3 5219 500T)
- Genre : drame, thriller
- Durée : 93 minutes
- Dates de sortie :
  - France : 24 mai 2017 (Festival de Cannes)
  - États-Unis : 23 juin 2017
  - France : 23 août 2017

## Distribution
- Colin Farrell (VF : Boris Rehlinger) : John McBurney
- Nicole Kidman (VF : Danièle Douet) : Martha Farnsworth
- Kirsten Dunst (VF : Marie-Eugénie Maréchal) : Edwina Morrow
- Elle Fanning (VF : Fanny Bloc) : Alicia
- Oona Laurence (VF : Alice Orsat) : Amélia "Amy"
- Angourie Rice (VF : Clara Quilichini) : Jane
- Addison Riecke (VF : Maryne Bertieaux) : Marie
- Emma Howard : Emily
- Wayne Père (VF : Mathieu Lagarrigue) : Capitaine
- Joel Albin : l'homme de la cavalerie
- Matt Story : un soldat confédéré
- Rod J. Pierce : un soldat confédéré
- Eric Ian : un soldat confédéré

## Accueil

### Accueil critique
En France, l'accueil critique est moyen : le site Allociné recense une moyenne des critiques presse de 3/5.
Pour Thomas Sotinel du Monde, « ce que met en scène Les Proies n'est pas l’effet de cette profusion de regards sur le personnage masculin, qui reste quasiment secondaire, malgré son monopole (on ne verra pas d’autre homme) et son temps de présence à l'écran. Ce sont plutôt les tourments, les extases, les calculs et les aspirations qui saisissent les occupantes de la grande bâtisse hellénisante servant de décor à ce film dont le charme trouble reste discret, presque ténu, au risque de ne pas mettre en évidence la subtilité et la vigueur du propos de Sofia Coppola ».
Pour Louis Guichard de Télérama : « Au-delà d’un scénario quasi identique, deux grandes différences rendent les films complémentaires, presque symétriques. D’abord, Don Siegel s’identifie constamment à l’homme qui regarde les femmes, tandis que Sofia Coppola endosse le point de vue des femmes sur l’homme. Ensuite, le rayonnement d’Eastwood, la supériorité solaire qui émane de lui en font un manipulateur absolu, tandis que Colin Farrell, le soldat de la nouvelle mouture, moins magnétique, plus émouvant, semble taraudé par le doute et dégage une vulnérabilité de simple mortel. »

### Box-office
- France : 318 462 entrées[5]

## Distinctions

### Récompense
- Festival de Cannes 2017 : Prix de la mise en scène

### Sélection
- Festival de Cannes 2017 : en sélection officielle